# Rødovre Sogn
Rødovre Sogn er et sogn i Rødovre-Hvidovre Provsti (Helsingør Stift). Sognet udgør midten af Rødovre Kommune og var indtil 1950 identisk med kommunen. De andre sogne i kommunen, Islev, Grøndalslund og Hendriksholm blev udskilt mellem 1950 og 1962.
Før 1901 var Rødovre en del af Brønshøj-Rødovre sogn og kirken fungerede som filialkirke.
Rødovre Kirke er opført i 1664 efter den tidligere kirke blev ødelagt under Karl Gustav-krigen. Usædvanligt for danske landsbykirker har kirken rødkalkede mure. Kirken er omgivet af en kirkegård, som fra 1952 er aflastet af Grøndalslund Kirkegård en kilometer mod nordvest.